# RU Геркулеса
RU Геркулеса (лат. RU Herculis, HD 145459) — двойная звезда в созвездии Геркулеса на расстоянии приблизительно 1 667 световых лет (около 511 парсек) от Солнца. Видимая звёздная величина звезды — от +14,3m до +6,8m.
Зарегистрировано излучение SiO-мазера*.

## Характеристики
Первый компонент — красный гигант, пульсирующая переменная звезда, мирида (M) спектрального класса M6e-M9, или M6-M7e, или M7, или Md. Масса — около 1,341 солнечной, радиус — около 1634,083 солнечных, светимость — около 51644,3 солнечной. Эффективная температура — около 3291 K.
Второй компонент — коричневый карлик. Масса — около 40,91 юпитерианских. Удалён в среднем на 1,341 а.е..